# IV/1 dywizjon myśliwski
IV/1 dywizjon myśliwski, IV dywizjon myśliwski 1 pułku lotniczego (IV/1 dm) – pododdział lotnictwa myśliwskiego Wojska Polskiego II RP.

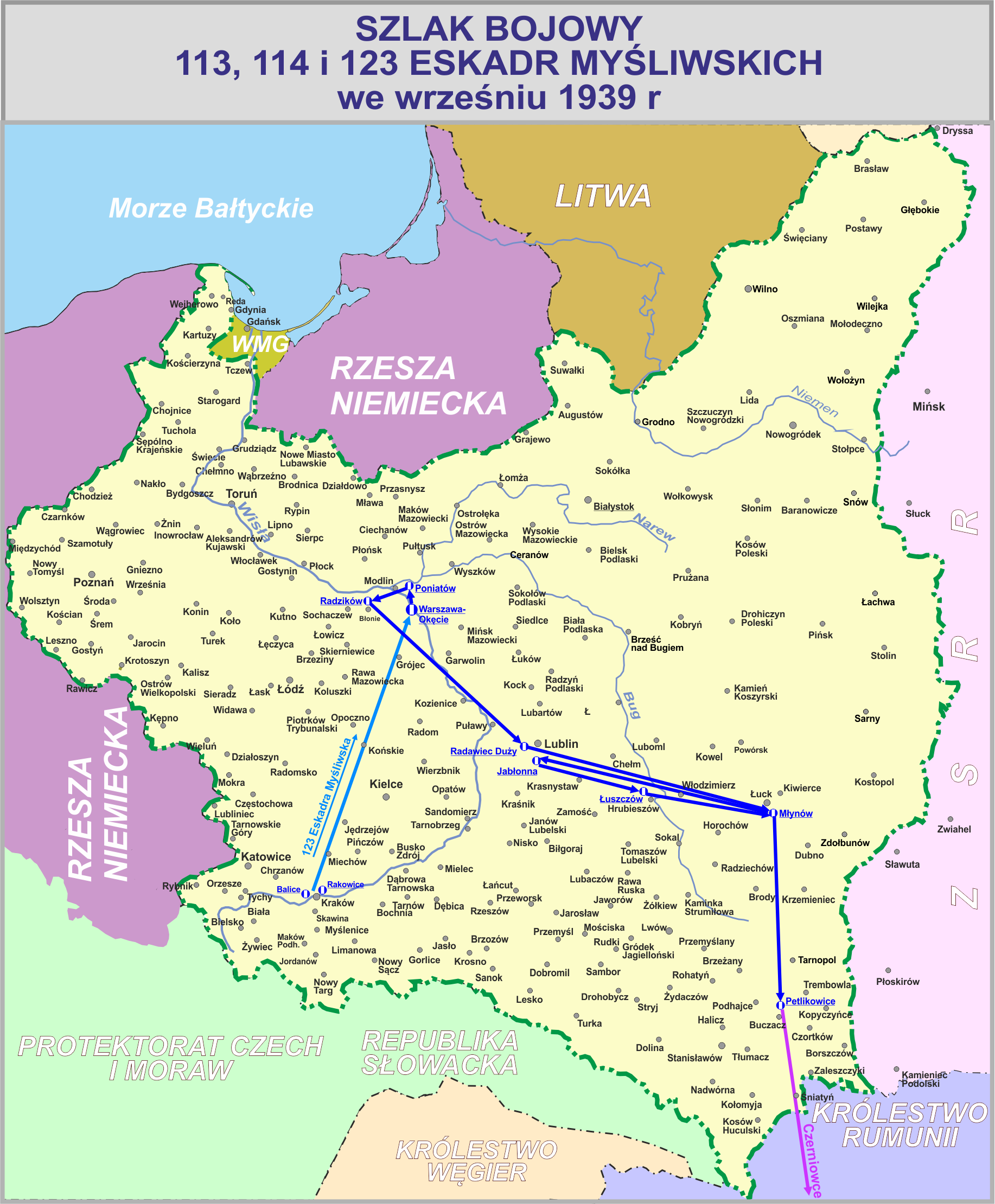

IV dywizjon myśliwski wchodził w skład 1 pułku lotniczego. Stacjonował w garnizonie Warszawa na lotnisku Okęcie. 31 sierpnia 1939 dowódcy dywizjonu podporządkowana została 123 eskadra myśliwska z 2 pułku lotniczego w Krakowie-Rakowicach. Tym samym liczba samolotów myśliwskich w dywizjonie wzrosła z 22 do 32.
W kampanii wrześniowej 1939 dywizjon walczył w składzie Brygady Pościgowej. Do 3 września operował z lotniska polowego Poniatów koło Jabłonny.

## Formowanie, zmiany organizacyjne i szkolenie
W 1933, w składzie III/1 dywizjonu myśliwskiego, na lotnisku Okęcie rozpoczęto formowanie 114 eskadry myśliwskiej. Personel lotniczy składał się z ponadtetatowych pilotów z innych eskadr myśliwskich. W grudniu 1933 jednostka osiągnęła gotowość organizacyjną. W tym samym czasie Ministerstwo Spraw Wojskowych postanowiło przeprowadzić reorganizację 113 eskadry myśliwskiej nocnej. Powodem była jej niska efektywność przechwytywania w nocy maszyn pozorujących wrogie bombowce. Zreorganizowaną 113 eskadrę (dzienną)  miano wcielić do nowego dywizjonu myśliwskiego.
Z dniem 2 czerwca 1934 rozpoczęło funkcjonowanie dowództwo IV/1 dywizjonu myśliwskiego. 113 i 114 eskadrę myśliwską wcielono w jego skład. 
W połowie 1935 dywizjon zaczął się przezbrajać w nowy typ myśliwca – PZL P.11a. Samolot ten był przez pewien czas współużytkowany razem z myśliwcami PWS-10. W lipcu lotnicy jednostki uczestniczyli w szkole ognia na poligonie Grudziądz-Grupa. W sierpniu 1936 dywizjon uczestniczył w ćwiczeniach i koncentracji  na podwarszawskim węźle lotnisk. W tym czasie eskadry otrzymały pierwsze zmodernizowane samoloty PZL P.11c. 15 sierpnia, z okazji wizyty francuskiego gen. Maurice'a Gamelin, dywizjon uczestniczył w defiladzie powietrznej jednostek 1 pułku lotniczego zorganizowanej cześć gościa. Na przełomie sierpnia i września eskadry brały udział w ćwiczeniach na lotnisku w Berdówce. Stąd  osłaniały północny odcinek granicy polsko-sowieckiej przed działaniem obcych samolotów rozpoznawczych. W lipcu i sierpniu 1937 lotnicy uczestniczyli w szkole ognia na poligonie Trauguttowo, a pod koniec lata w dużych manewrach wojsk lądowych w Wielkopolsce i na Pomorzu. W pierwszej połowie marca 1938 nastąpiło nasilenie incydentów granicznych na granicy polsko-litewskiej. Dlatego 17 marca rząd polski wystosował Litwie ultimatum w sprawie nawiązania stosunków dyplomatycznych. Żądanie zostało poparte demonstracją militarną. Znaczna liczba samolotów z centrum Polski została przerzucona do Wilna. Przelot samolotów IV/1 dywizjonu nastąpił jeszcze tego samego dnia w godzinach 17.40 – 19.00. Spora część maszyn lądowała po zmroku na rozkopanym lotnisku. W efekcie rozbito siedem samolotów.
Po przyjęciu polskiego ultimatum, samoloty 1 pułku lotniczego powróciły na Okęcie. W maju 1938 siedmiu pilotów dywizjonu zostało wcielonych do eskadry Korpusu Ochrony Pogranicza. Eskadra działała z lądowiska koło Sarn, a jej zadaniem była osłona budowy umocnień na Polesiu przed sowieckimi samolotami rozpoznawczym. Piloci stacjonowali w Sarnach od maja do początku grudnia 1938. Jednym z nich był kpr. pil. Michał Cwynar, który tak wspominał te działania:

...maj–grudzień 1938 roku „na wygnaniu”. Wybrany do ekipy siedmiu pilotów do patrolowania obrony fortyfikacji („Polska mini-Linia Maginota”) na wschodniej granicy. Ze stolicy (życia towarzyskiego!) „nad Prypeć – het — precz”. Z 1 pułku na Okęciu płk Pawlikowski (dowódca naszej Brygady Pościgowej) wyznaczył kapitana Władka Szczęśniewskiego na dowódcę jednostki. Na zastępcę por. Aleksandra Gabszewicza. Pozostali piloci: Jan Borowski, Hieronim Dudwal, Mietek Kaźmierczak, Kazimierz Sztramko i Michał Cwynar. 6 maja siedem PZL P.11c wylądowało na piaszczystej, otoczonej sosnowym lasem polanie: uprzednio wysłana naziemna obsługa mechaników postawiła w lesie kilka namiotów, jednostka łączności – linię telefoniczną. Zakoszarowanie personelu w barakach służby granicznej obok miasteczka Sarny. Od świtu do zmroku jeden pilot w samolocie, w gotowości do natychmiastowego startu. Zmiana pilota co dwie godziny. Wzdłuż granicy, od Prypeci na północy, do pięknego polskiego Podola, miasta Krzemieńca Podolskiego na południu, rozpoznawcze loty, aby rozpoznać i zapamiętać sześć punktów informacyjnych (niestety, w tamtych czasach nie posiadaliśmy łączności radiowej). Te punkty rozpoznawcze, przygotowane dla nas przez jednostki służby granicznej, to były koła, średnicy około 12 m, obwody kół oznaczone białymi (pomalowanymi) kamieniami. Wewnątrz tych kół dwa uzgodnione znaki biała strzała wskazująca kierunek lotu nieprzyjaciela i rzymskimi numerami –z grubsza oceniona (zaobserwowana) wysokość lotu. Patrole wzdłuż granicy, zaczynając od Prypeci na południe, czasami „kosynierem” na „wycieczki” do sowieckiego raju! (...) Z nadchodzącą zimą i pierwszym śniegiem nasz pobyt na wschodniej granicy zbliża się ku końcowi. Nad Okęciem – z powrotem do cywilizacji, planowaliśmy demonstrację zespołowej akrobacji: pierwszą, najtrudniejszą figurą – pętla, drugą – pętla kluczem (V), trzecią – strzała. Szóstego grudnia, z poprószonej śniegiem polany, siódemka PZL P.11c wystartowała na lot powrotny. Po sześciu miesiącach intensywnego latania – Bristol – Mercury wymęczone silniki miały dość pracy. Kilku z nas było zmuszonych do przymusowego lądowania, reszta wylądowała na Okęciu.

We wrześniu 1938 piloci dywizjonu uczestniczyli w manewrach międzydywizyjnych, operując z lotnisk w Kowlu, Dubnie, Młynowie, Równem i Łucku. W tym czasie do eskadr trafiły kolejne PZL P.11c, a część myśliwców w wersji „a” została odstawiona do Głównej Składnicy Lotniczej nr 1 w Dęblinie. W listopadzie w Grudziądzu odbywały się kolejne Centralne Zawody Lotnictwa Myśliwskiego. Ppor. pil. Tadeusz Sawicz z IV/1 dywizjonu zajął indywidualnie pierwsze miejsce w pilotażu. Otrzymał za to z rąk dowódcy lotnictwa gen. pil. Ludomiła Rayskiego pamiątkową papierośnicę. 30 kwietnia 1939 piloci Zgrupowania Myśliwskiego ćwiczyli przeloty przed pokazami z okazji święta Konstytucji 3 Maja. W tym czasie zostali sfilmowani przez ekipę Polskiej Agencji Telegraficznej. Na zachowanym i dość powszechnie znanym filmie widać stojące w rzędzie myśliwce PZL P.11a i P.11c z IV/1 dywizjonu z pilotami w kabinach oraz mechanikami obok samolotów. Podczas święta 3 Maja myśliwcy dywizjonu uczestniczyli w dużej paradzie lotniczej, w której wzięły udział wszystkie polskie dywizjony myśliwskie. Defilowało między innymi około 140 myśliwców PZL P.11 i PZL P.7a. W końcówce maja dywizjon uczestniczył w szkole ognia na poligonie Trauguttowo. W czerwcu piloci dywizjonu wykonywali loty treningowe ze strzelaniem nad poligonem w Rembertowie. W tym miesiącu na praktykę do dywizjonu przybyło 16 nowych pilotów – po ośmiu absolwentów Szkoły Podchorążych Lotnictwa w Dęblinie i Szkoły Podoficerów Lotnictwa dla Małoletnich w Krośnie. Podstawowym celem praktyk było szkolenie zespołowe w parach i kluczach, grupowe walki powietrzne, zwalczanie bombowców, przeciwdziałanie rozpoznaniu przeciwnika. Wielu nowych pilotów nie zdołało przerobić w całości  programu praktyki. Z tego powodu, po mobilizacji, dowódcy dywizjonów odsyłali niektórych pilotów do baz lotniczych, a w trakcie działań wojennych traktowali ich jako pilotów rezerwowych, dopuszczając do lotów w drugiej kolejności. Dowództwo w ten sposób oszczędzało dość mocno wyeksploatowane samoloty.  W lipcu 1939 dywizjon wystawiał zasadzki z zadaniem przechwytywania niemieckich samolotów zwiadowczych Dornier 17. Trzy  PZL P.11c dyżurowały na lądowisku pod Osowcem. Zasadzką dowodził por. pil. Aleksander Gabszewicz. W składzie tej zasadzki był kpr. pil. Michał Cwynar, który wspomina:

Trzy PZL P.11c wylądowały na długim ugorze-pastwisku obok wioski Osowiec, na południowy zachód od Grajewa. Obsługa naziemna przybyła ciężarówką z Białegostoku postawiła namiot. Nocne zakwaterowanie w wiejskiej szkole. Dużo wesołych, przeważnie żydowskich dzieci. Po otrzymaniu meldunku telefonicznego z posterunków granicznych, że niemieckie samoloty przekraczały granicę, startowaliśmy z polowego lotniska. Niemieckie lekkie bombowce, w roli rozpoznawczej – Ju 88, Heinkel 111, czasem dwusilnikowe myśliwce Messerschmitt 110. Przekraczali naszą granicę na wysokościach ok. 2000 m. Z większą od naszych PZL-ów szybkością, my – nabierając wysokości (po starcie) nie mieliśmy szansy ich dogonić. Gabsio zdecydował, że kilka razy dziennie, na odpowiedniej wysokości ponad 2000 m będziemy patrolować granicę na odcinku prostej linii Królewiec − Warszawa. Wtedy Niemcy zmienili miejsce przekraczania granicy bardziej na zachód, w kierunku Elbląga.

Z końcem lipca zaprzestano wystawiania zasadzek, traktując tę formę przeciwdziałania rozpoznaniu jako nieefektywną.
W związku z przewidywanymi w czasie wojny nocnymi nalotami na Warszawę, od czerwca dywizjon ćwiczył także walki nocne. Po raz ostatni piloci trenowali w nocy z 23/24 sierpnia. Wkrótce się okazało, że były to ostatnie loty treningowe w okresie pokoju.

## Działania dywizjonu w kampanii wrześniowej
Mobilizację sierpniową dywizjon przeprowadził w dniach 24-25 sierpnia na lotnisku Okęcie. 27 sierpnia odjechał na polowe lotnisko rzut kołowy eskadry. 29 sierpnia dywizjon odleciał na polowe lotnisko Poniatów koło Jabłonny. Dowództwo, pilotów i personel naziemny zakwaterowano w budynkach dworu Poniatów, a samoloty, magazyny paliwa, amunicji oraz podręczny warsztat napraw zamaskowano na linii lasu. 31 sierpnia na przechwycenie obcego samolotu w trójkącie Zegrze-Modlin-Pułtusk wystartował dowódca dywizjonu, ale przy zbliżaniu samolot zawrócił na północ. Po południu  część dywizjonu postawiono w alarmie, a resztę – w pogotowiu.
1 września około 6.00 wylądowała w Poniatowie przydzielona 123 eskadra myśliwska. Około 7.00 do pierwszego zadania bojowego wystartował IV/1 dywizjon myśliwski. Tak ten fakt wspomina dowódca dywizjonu:

„...Około godziny 7.00 dostałem rozkaz startu na zgrupowanie bombowe npla lecące z kierunku Serocka. Wystartowałem 2 eskadrami. O godz. 7.45 nawiązaliśmy walkę. Na skutek dużej szybkości npla oraz nalotu na różnych wysokościach i w wielu falach – dyon rozciągnął się kluczami, dwójkami a nawet pojedynczo. Walki odbywały się z bombowcami i Me-110 na wielkiej przestrzeni od Okęcia aż po Zakroczym. Zestrzeleń w wymienionym rejonie było kilka, jednak uszkodzeń było dużo, gdyż wiele pojedynczych samolotów npla odpadało z szyków i z dymiącymi silnikami wracały do Prus, wykorzystując chmury — kryli się...

## Kadra dywizjonu
| Dowódcy dywizjonu           | Dowódcy dywizjonu      |
| Stopień, imię i nazwisko    | Okres pełnienia służby |
| --------------------------- | ---------------------- |
| mjr pil. Stefan Pawlikowski | 1934 – V 1936          |
| mjr pil. Stanisław Kępiński | VI 1936 – X 1937       |
| kpt. pil. Władysław Gnyś    | XI 1937 – 29 XI 1938   |
| kpt. pil. Adam Kowalczyk    | XII 1938 – IX 1939     |

## Organizacja i obsada personalna dywizjonu w 1939
Dowództwo
- dowódca - kpt. pil. Adam Kowalczyk
- oficer taktyczny - por. pil. Arsen Cebrzyński[13]
- oficer taktyczny - por. pil. Aleksander Klemens Gabszewicz ranny 01.09.1939
- oficer łączności - por. obs. Zygmunt Policiewicz

113 eskadra myśliwska (5 samolotów PZL P.11a i 5 samolotów PZL P.11c)
114 eskadra myśliwska (4 samoloty PZL P.11a i 8 samolotów PZL P.11c, w samolot dowódcy dywizjonu i oficera taktycznego)
123 eskadra myśliwska (10 samolotów PZL P.7a)